# 霍哈爾普爾山

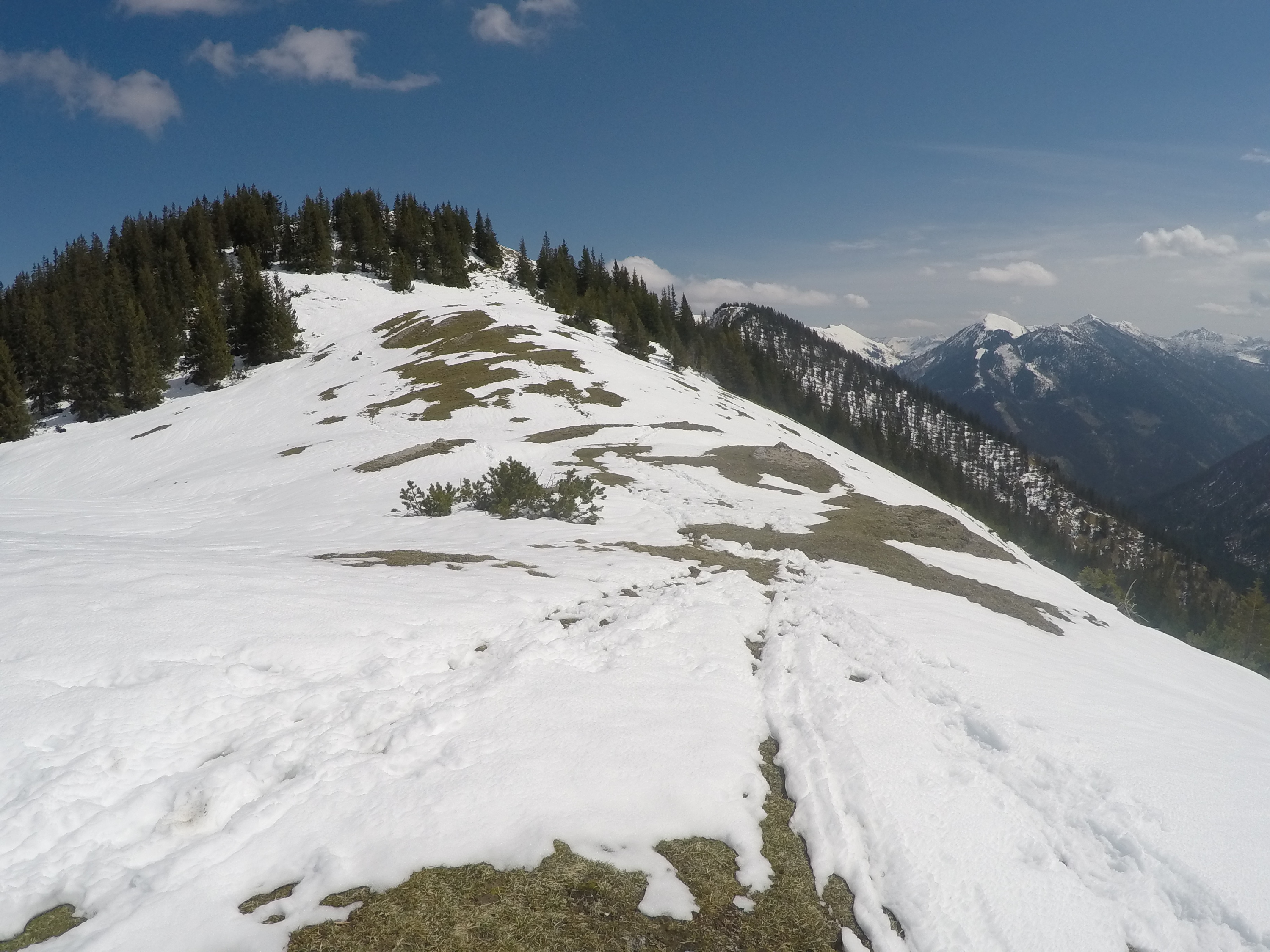

47°28′28″N 11°25′03″E / 47.47441°N 11.41749°E
霍哈爾普爾山（德語：Hochalplkopf），是奧地利的山峰，位於該國西部，由蒂羅爾州負責管轄，屬於卡爾文德爾山脈的一部分，該山峰海拔高度為1,770米。